# Singelgracht
Il Singelgracht è il corso d'acqua che costeggia l'intero centro di Amsterdam e scorre lungo Nassaukade, Stadhouderskade e Mauritskade. Anticamente il canale e i bastioni sul lato della città costituivano le difese esterne del centro urbano.

## Nome
Il nome è legato alla parola olandese omsingelen, "circondare", e deriva dal latino cingulum, che significa "cintura". Altre città olandesi hanno canali a forma di anello chiamati Singel.

## Storia e corso
Dopo il quarto ampliamento dell'anello del canale, intorno al 1660, il canale esterno, con i bastioni che costituivano le difese, divenne il confine della città. All'interno di questi bastioni c'erano delle roccaforti su cui erano posti dei mulini. Di conseguenza, il canale aveva un corso tortuoso. Parallelo al Singelgracht, all'interno dei bastioni si trovava il Lijnbaansgracht, dal nome dei vicoli che vi si trovavano. Parti delle roccaforti furono demolite e fu raddrizzato il canale. Il vecchio percorso tortuoso può ancora essere riconosciuto in alcuni punti. Dei mulini sulle roccaforti ne rimangono due, entrambi trasferiti in nuove sedi: De Gooyerat alla Zeeburgerstraat ad Amsterdam-Oost e De Bloem all'Haarlemmerweg.
Per due secoli Amsterdam ebbe una caratteristica pianta a mezzaluna. Nell'ultimo quarto del XIX secolo, la città si espanse oltre il Singelgracht, i bastioni furono demoliti e furono sviluppate Marnixstraat, Weteringschans e Sarphatistraat.

## Ponti
La sezione del Singelgracht tra il Westerkanaal e il Rotterdammerbrug fa parte del collegamento marittimo (rotta dell'albero in piedi) tra l'IJ e il Kattensloot/Kostverlorenvaart, con ponti mobili su entrambi i lati del Willemspoort. Gli altri ponti sul Singelgracht sono ponti fissi.

## Confusione con il Singel
L'Amsterdam Singelgracht viene spesso confuso con il Singel.
Il canale chiamato Singel forma il confine del centro della città medievale parallelo all'Herengracht. Il Singelgracht è il corso d'acqua che costeggia l'intero centro. Il nome indica solo il canale, non le adiacenti banchine edificate. Anche per questo motivo il nome è meno conosciuto di quello di altri canali. All'esterno del canale ci sono Nassaukade (ovest), Stadhouderskade (sud) e Mauritskade (est); al centro la Marnixkade, Leidsekade, Nicolaas Witsenkade, Sarphatikade, Huddekade, Spinozastraat e Alexanderkade.

## Galleria d'immagini

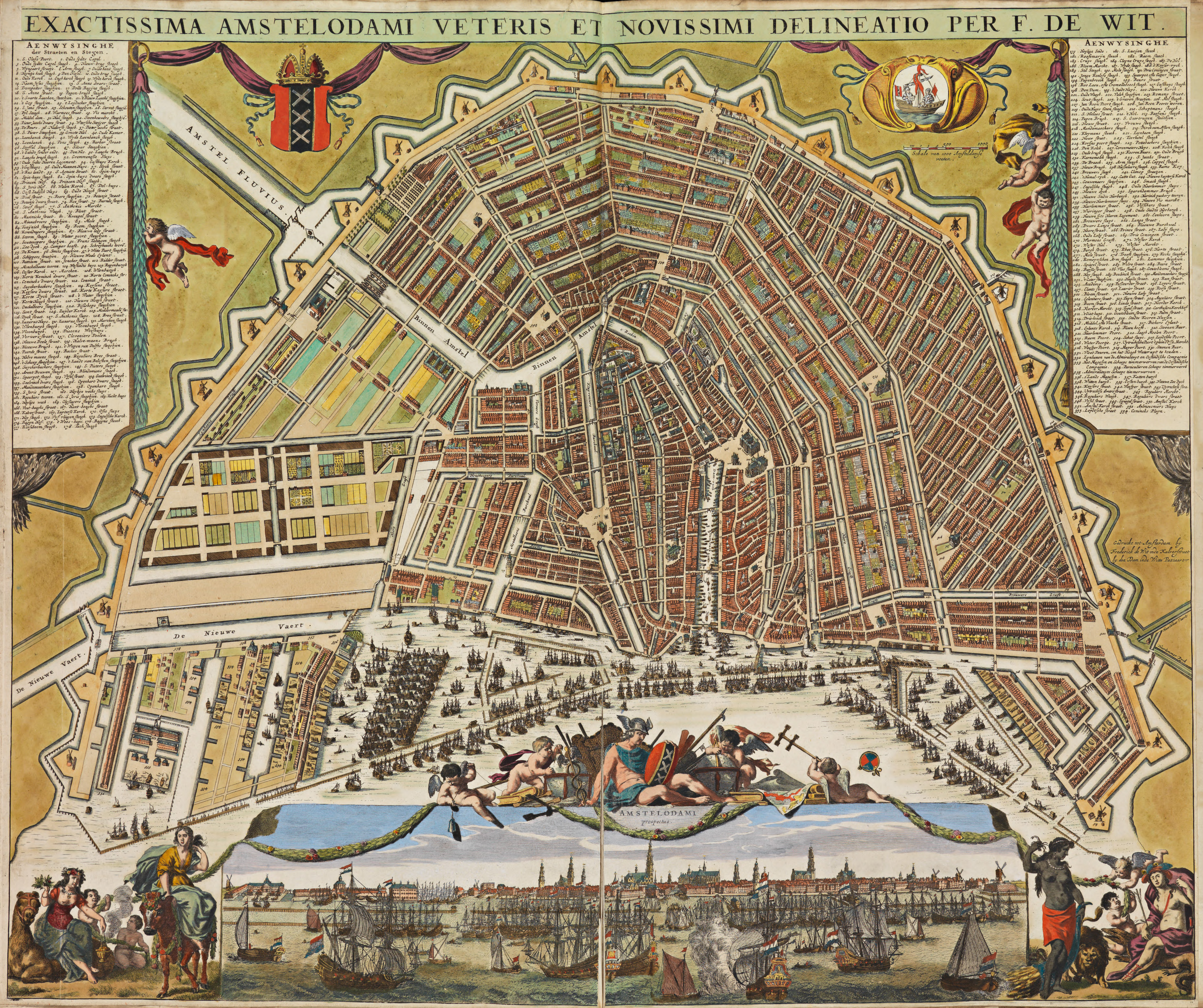
Amsterdam circa 1699. Il Singelgracht in quel tempo era il canale curvo oltre i bastioni
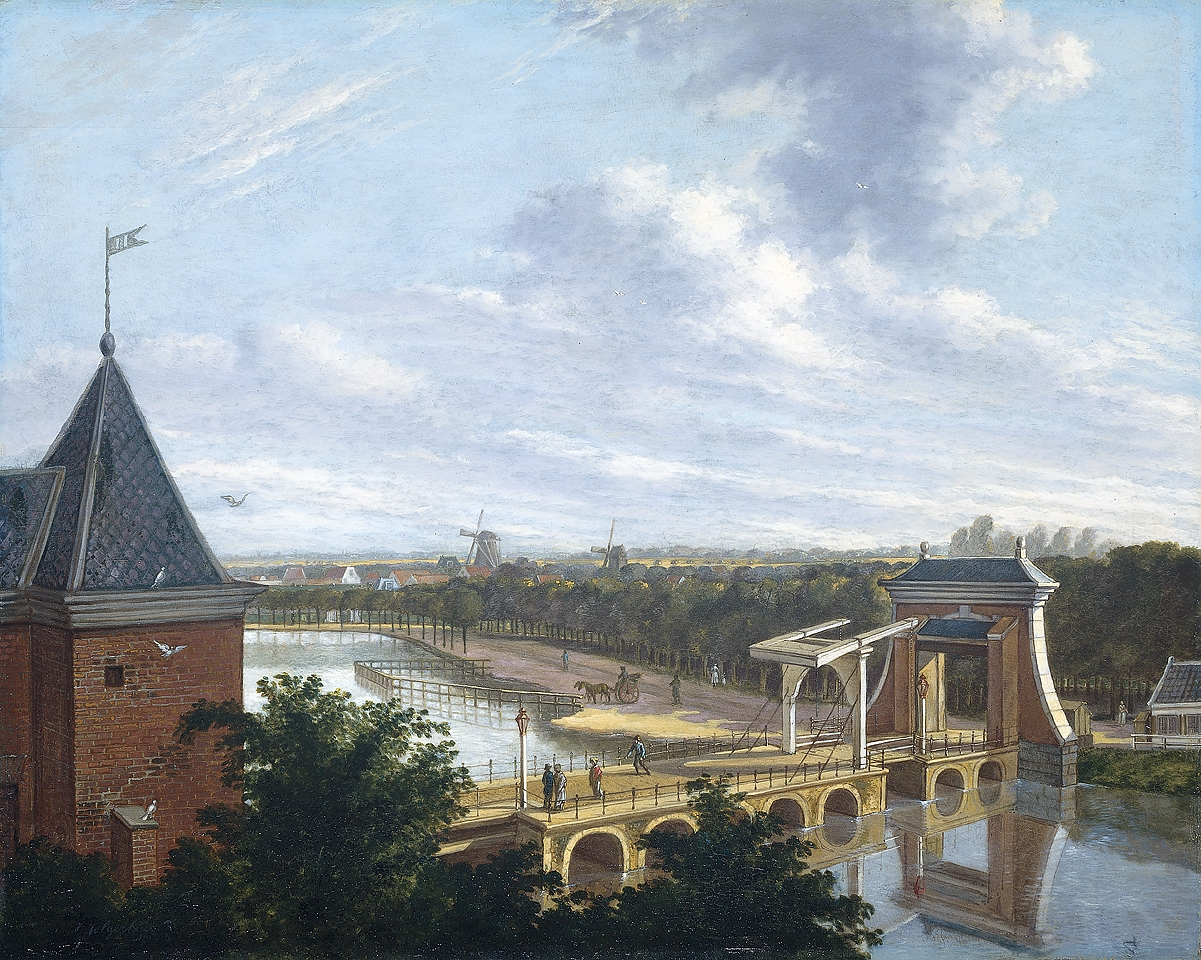
Dipinto del 1816 di Johannes Jelgerhuis, che mostra il Singelgracht alla Leidsepoort
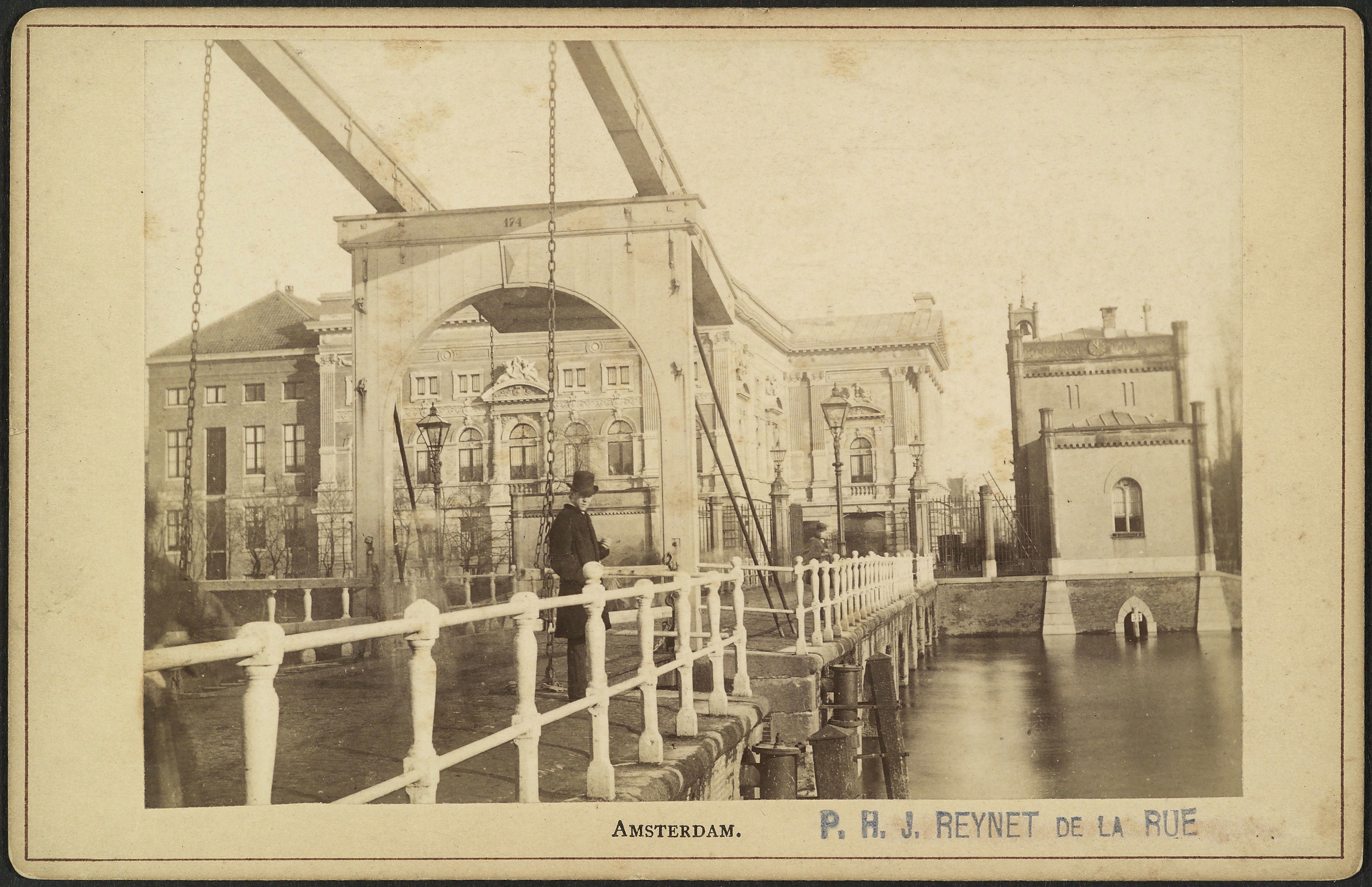
Ponte levatoio su Singelgracht a Leidseboschje con il vecchio Stadsschouwburg (Teatro municipale) sullo sfondo
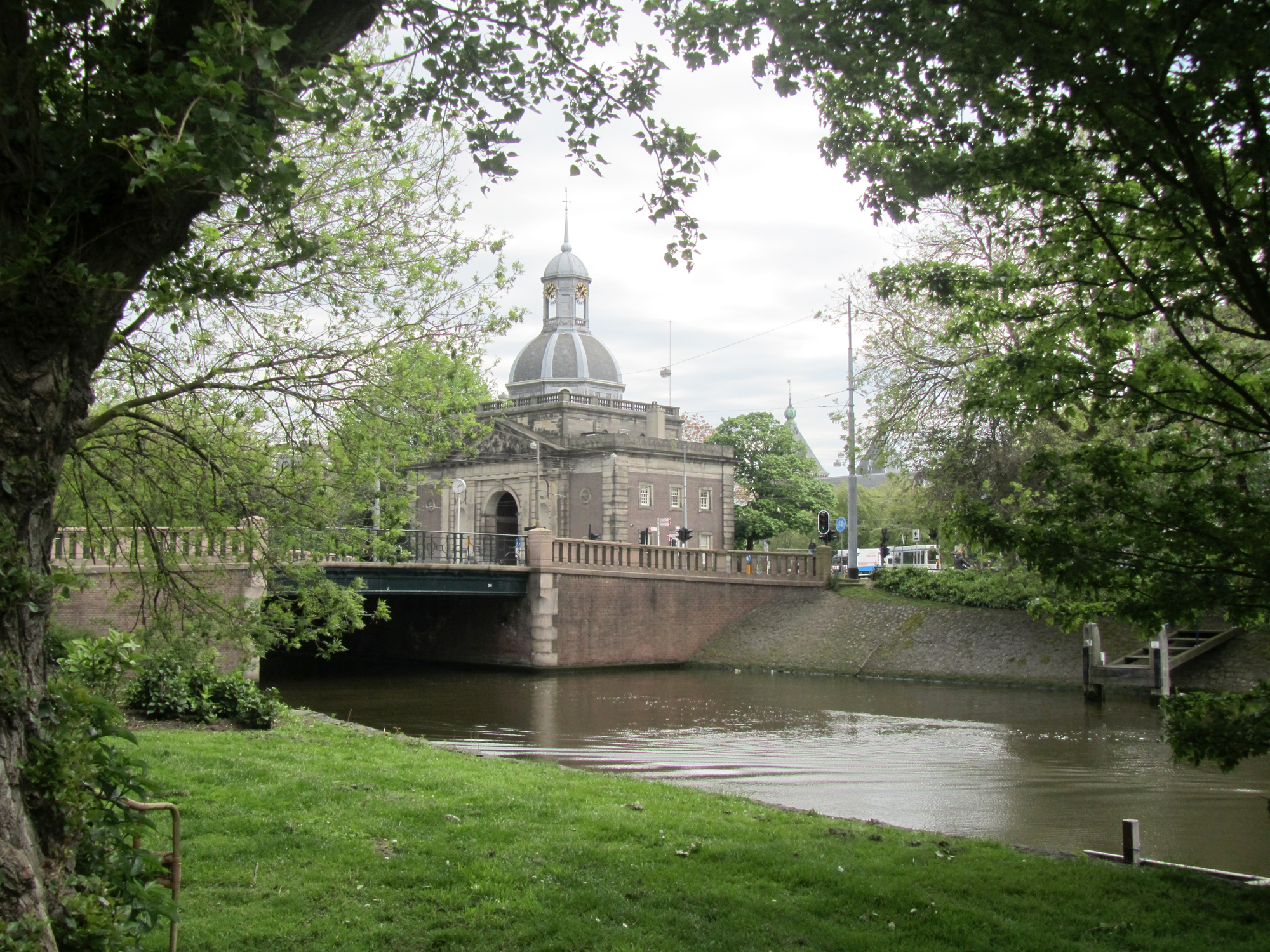
La Porta di Muiden vista dal Singelgracht.
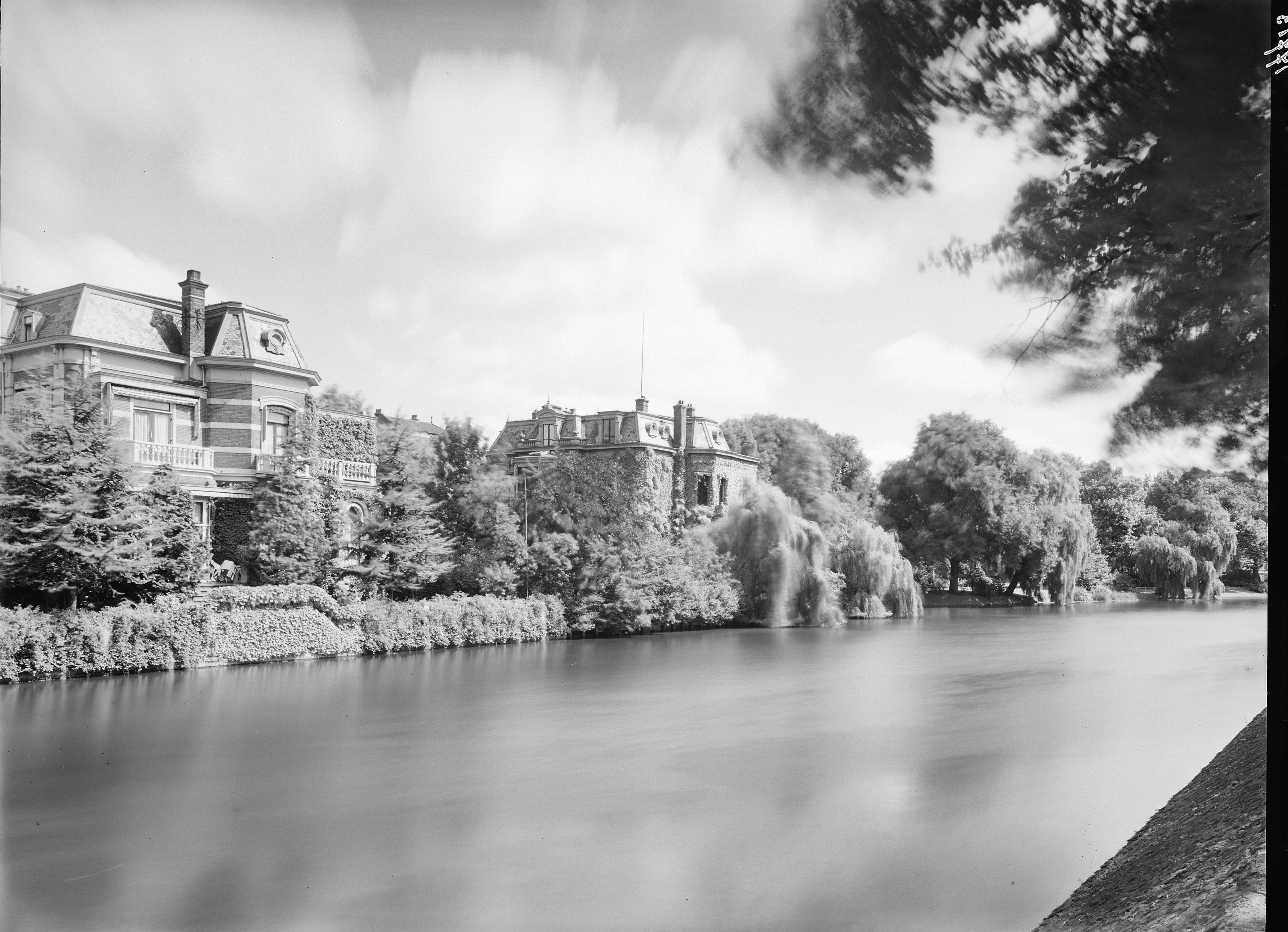
Di fronte al Rijksmuseum, c'erano ville lungo il Singelgracht fino agli anni 1960. Qui si trovano ora i 'Set pepe e sale'.
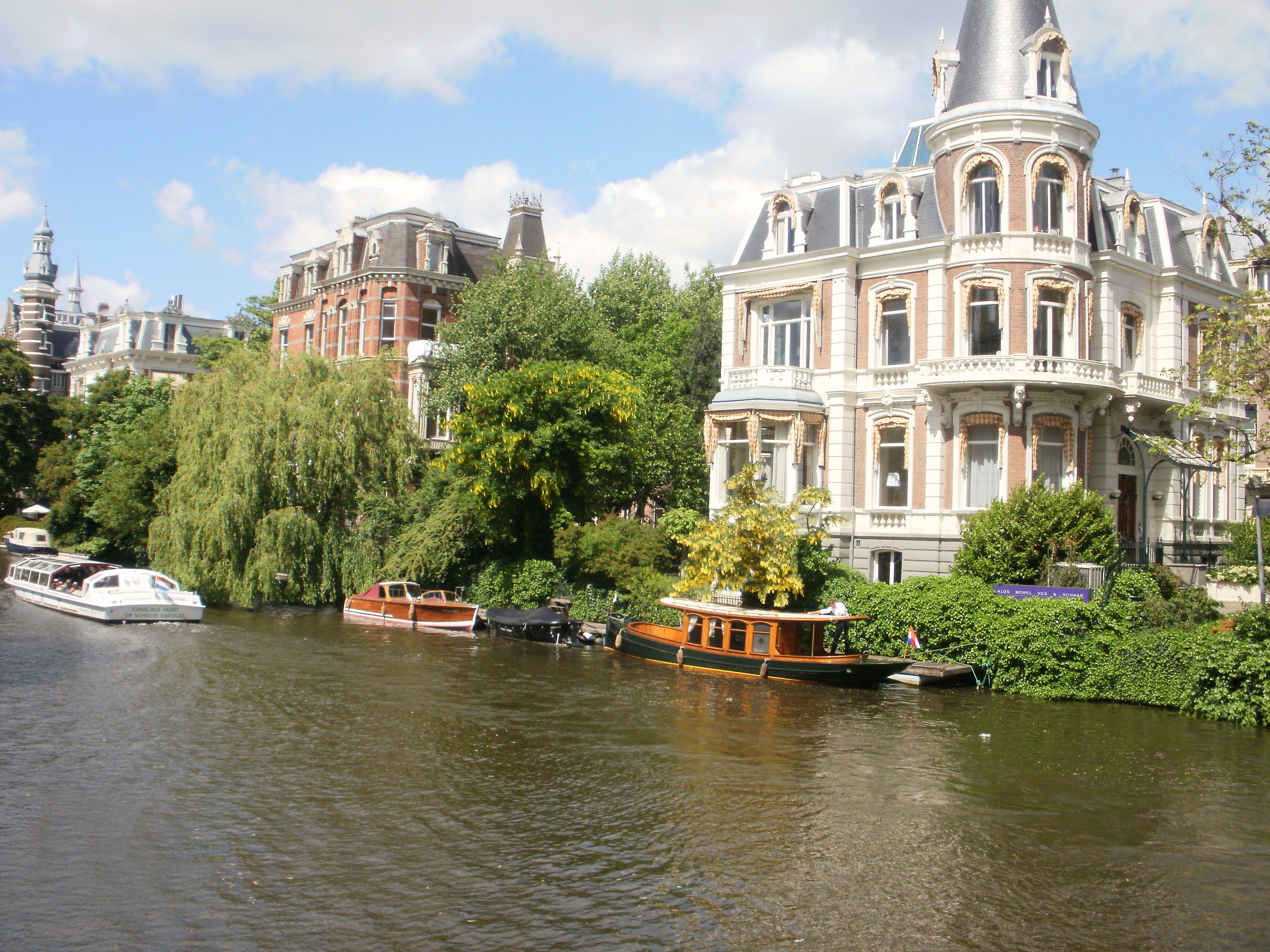
Ville di fine '800 tra Weteringschans e Singelgracht, di fronte al Rijksmuseum
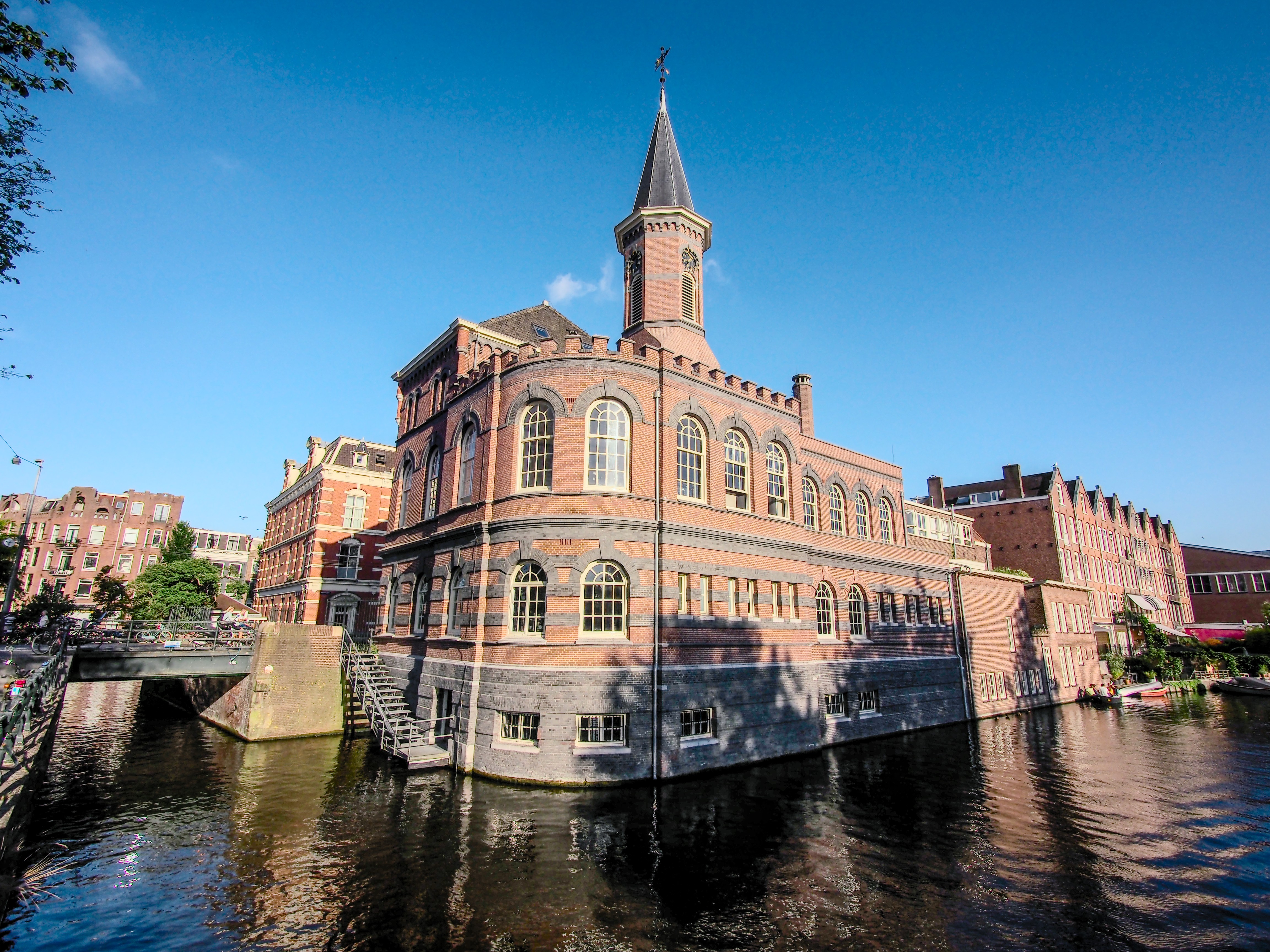
Stazione di polizia di Raampoort sul Singelgracht.
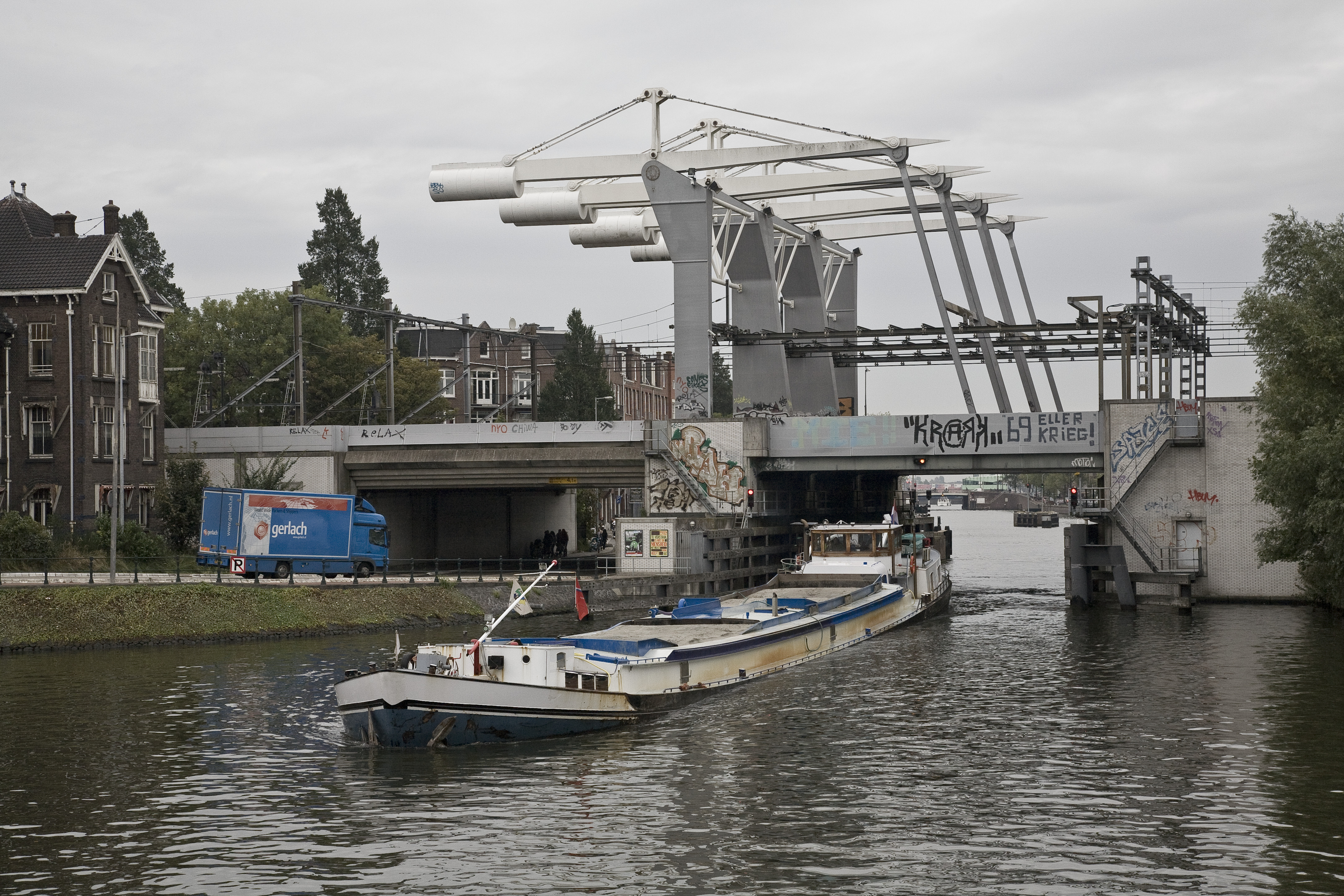
Lo Spoorbruggen tra la stazione centrale e la stazione di Sloterdijk sul Singelgracht.